# فيكتور إيرنيستو غونزاليس هويرتا
فيكتور إيرنيستو غونزاليس هويرتا (بالإسبانية: Víctor Ernesto González Huerta)‏ هو سياسي مكسيكي، ولد في 20 يناير 1964 في Atlacomulco ‏ في المكسيك. نشط حزبياً في الحزب الثوري المؤسساتي. وقد انتخب عضو مجلس النواب المكسيك.